# Nemotelus nigricornis
Nemotelus nigricornis är en tvåvingeart som beskrevs av Kertesz 1914. Nemotelus nigricornis ingår i släktet Nemotelus och familjen vapenflugor. Inga underarter finns listade i Catalogue of Life.